# Lista de batalhas da Revolução do Texas
Os batalhas da Revolução do Texas tiveram lugar entre 2 de outubro de 1835 e 21 de abril de 1836. A Revolução do Texas foi travada entre o México e os colonos rebeldes no Texas Mexicano. Todas estas batalhas foram travadas no território do Texas.
Legenda
(M) – Vitória mexicana
(T) – Vitória texiana
| Batalha                 | Local                  | Data(s)                                | Acontecimentos importantes | Vitória |
| ----------------------- | ---------------------- | -------------------------------------- | --- | ------- |
| Batalha de Gonzales     | Gonzales               | 2 de outubro de 1835                   | Essa batalha resultou nas primeiras vítimas da Revolução do Texas. Um soldado texiano foi ferido, e um soldado mexicano foi morto. | T       |
| Batalha de Goliad       | Goliad                 | 10 de outubro de 1835                  | Os texianos capturaram Presidio La Bahia, impedindo o exército mexicano no Texas de acessar o porto de Copano. Um texiano foi ferido, e as estimativas de baixas do lado mexicano variam de um a três soldados mortos e de três a sete feridos. | T       |
| Batalha de Lipantitlán  | San Patricio           | 4 e 5 de novembro de 1835              | Os texianos capturam e destróem o Forte Lipantitlán. A maioria dos soldados mexicanos se retiraram para Matamoros. Um texiano foi ferido, e 3 a 5 soldados mexicanos foram mortos, com um adicional de 14-17 soldados mexicanos feridos. | T       |
| Batalha de Concepción   | San Antonio de Béxar   | 28 de outubro de 1835                  | Na última ofensiva ordenada pelo general Martín Perfecto de Cos durante a Revolução do Texas, os soldados mexicanos surpreenderam uma força texiana acampada perto de Mission Concepción. Os texianos repulsaram vários ataques o que o historiador Alwyn Barr descreveu como "liderança capaz, uma posição forte, e maior poder de fogo ". Um texiano foi ferido, e Richard Andrews se tornou o primeiro soldado texiano a morrer na batalha. Entre 14 e 76 soldados mexicanos foram mortos. O historiador Stephen Hardin acredita que "a relativa facilidade da vitória em Concepción incutiu nos texianos a confiança em seus rifles de longo alcance e um desprezo por seus inimigos", que poderia ter levado à derrota texiana mais tarde, em Coleto. | T       |
| Batalha do Pasto        | San Antonio de Béxar   | 26 de novembro de 1835                 | Quatro texianos foram feridos e 17 mexicanos mortos. | T       |
| Cerco de Béxar          | San Antonio de Béxar   | 12 de outubro – 11 de dezembro de 1835 | Depois de um cerco de seis semanas, os texianos atacaram Béxar e lutaram de casa em casa por cinco dias. Após a rendição de Cos, todos os soldados mexicanos no Texas foram forçados a recuar para além do Rio Grande, deixando os texianos no controle militar. | T       |
| Batalha de San Patricio | San Patricio           | 27 de fevereiro de 1836                | Esta foi a primeira batalha da campanha de Goliad, e a primeira batalha da Revolução do Texas em que o Exército mexicano foi o vencedor. Parte da tropas de Johnson-Grant também foram derrotadas na Batalha de Agua Dulce. | M       |
| Batalha de Agua Dulce   |                        | 2 de março de 1836                     | Segunda batalha da Campanha Goliad. Dos 27 homens das tropas de Johnson-Grant, 12 a 15 foram mortos, 6 capturados; seis escaparam, dos quais cinco foram mortos no Massacre de Goliad. | M       |
| Batalha do Alamo        | San Antonio de Bexar   | 23 de fevereiro – 6 de março de 1836   | O presidente mexicano Antonio López de Santa Anna supervisionou pessoalmente o cerco da Alamo e a batalha subsequente, onde quase todos os defensores texianos foram mortos. A indignação com a falta de Santa Anna da misericórdia levou muitos colonos texianos a se juntar ao Exército Texiano. | M       |
| Batalha de Refugio      | Refugio                | 14 de março de 1836                    | Terceira batalha da Campanha Goliad. | M       |
| Batalha de Coleto       | proximidades de Goliad | 19 a 20 de março de 1836               | Batalha final da campanha de Goliad. Cerca de 300 dos texianos capturados foram executados em 27 de março no Massacre de Goliad. | M       |
| Batalha de San Jacinto  |                        | 21 de abril de 1836                    | Depois de uma batalha de 18 minutos, os texianos expulsaram as forças de Santa Anna, que foi levado como prisioneiro. Esta foi a última batalha da Revolução do Texas. | T       |